# Julius Pätsch
Julius Hermann Pätsch (* 15. Juni 1905 in Gelsenkirchen; † 29. Oktober 1982 in Jena) war ein deutscher Politiker (SPD, KPD, SED) und  Journalist. Er war der erste Chefredakteur der ab 1948 im Ruhrgebiet erschienenen kommunistischen Neuen Volkszeitung. Nach der Übersiedlung in die Sowjetische Besatzungszone (SBZ) war er ab 1949 als SED-Funktionär in verschiedenen Ministerien tätig.

## Leben
Julius Pätsch wuchs als fünftes Kind in einer Bergmannsfamilie in ärmlichen Verhältnissen auf. Nach Abschluss der Volksschule arbeitete er ab 1920 als Bürogehilfe in einem Anwaltsbüro. Der geringe Verdienst zwang ihn zur Aufgabe dieser Tätigkeit und zur Arbeitsaufnahme in einem Bergwerk, wo er als Schlepper im Grubenbetrieb unter Tage arbeitete. Pätsch schloss sich der Arbeiterbewegung an. Er wurde zunächst Mitglied der Sozialistischen Arbeiter-Jugend (SAJ) und 1923 Mitglied der SPD. In beiden Organisationen übernahm er bis zu ihrem Verbot 1933 Funktionen auf lokaler Ebene im Ruhrgebiet. Er war Mitglied der Bezirksleitung der SAJ Westliches Westfalen und auch Leiter innerhalb der Reichsarbeitsgemeinschaft der Kinderfreunde (RAG). Er war in der Arbeitersprechchorbewegung aktiv. Zudem war er Mitglied des Zentralverbandes der Angestellten (ZdA). Pätsch wechselte zwischen Bergmannsarbeit, unter anderem in der Zeche Alma, Fabrikarbeit und Bürotätigkeit im Bauwesen. Ab 1927 war er erwerbslos beziehungsweise als freier Schriftsteller tätig. In der Freizeit betrieb er ein intensives Selbststudium.
Nach der „Machtergreifung“ der Nationalsozialisten floh Pätsch 1933 ins Exil. 1935 wurde er verhaftet und verbüßte die Haft in der Strafanstalt Wittlich/Mosel. Ab 1936 war er Arbeiter bei den  Vereinigten Stahlwerken in Gelsenkirchen. Er stand in enger Verbindung mit Mitgliedern der im Untergrund agierenden Kommunistischen Partei Deutschlands (KPD). 1944 leistete er der Einberufung in die Wehrmacht nicht Folge und ging bis Kriegsende in den Untergrund. Er hielt sich auf dem Land auf und war illegal antifaschistisch tätig.
Sofort nach dem Zusammenbruch des NS-Staates trat Pätsch im Mai 1945 in die KPD ein. Politische Arbeit wurde zu seinem Beruf. Er wurde zunächst Sekretär für Werbung und Schulung der KPD-Kreisleitung Gelsenkirchen. Hier entfaltete er eine umfangreiche Vortrags- und Referententätigkeit. Gleichzeitig war er Mitbegründer des Kulturbundes zur Demokratischen Erneuerung Deutschlands in der britischen Besatzungszone und beteiligte sich aktiv an dessen Aufbau. 
Ab Januar 1947 war er zuerst Stellvertreter von Georg Kipp und dann selbst Erster Sekretär (Vorsitzender) der KPD-Bezirksleitung Nord-Westfalen mit Sitz in Münster. 
Nach der Umorganisation der Parteistrukturen und der Auflösung der Bezirke wurde Pätsch 1948 in Dortmund erster Chefredakteur der Neuen Volkszeitung, die dreimal wöchentlich erschien und als Organ der KPD für das Ruhrgebiet das kurz zuvor verbotene Westdeutsche Volksecho ersetzte. 
Noch im Dezember 1948 siedelte er mit seiner Ehefrau, der Sprachwissenschaftlerin Gertrud Pätsch, die er bei seiner politischen Arbeit kennengelernt hatte, in die Sowjetische Besatzungszone (SBZ) über.
1949 wurde Julius Pätsch zunächst Studentenreferent und später Leiter der Hauptabteilung für Hochschulen im Ministerium für Volksbildung in Weimar. Ab 1951 leitete er die Abteilung für Gesellschafts- und Sprachwissenschaften im neu gegründeten Staatssekretariat für Hochschulwesen in Berlin. Im selben Jahr reiste er als Mitglied der ersten deutschen Hochschuldelegation in die Sowjetunion. Nach 1952 war er leitend in der Regierungskanzlei beziehungsweise dem Büro des Präsidiums des Ministerrates der DDR tätig. Dort wurde er 1958 wegen „revisionistischer“ Ansichten im Zusammenhang mit dem Ungarnaufstand entlassen. Danach war er freiberuflicher Journalist.

## Der Fall Pieper-Streletzki
Die Nachkriegszeit war für die Aktivisten der KPD in Nordrhein-Westfalen, von denen etliche im Widerstand gegen den Nationalsozialismus aktiv gewesen waren, von Konflikten mit ehemaligen Nationalsozialisten geprägt. Auch die britische Militärverwaltung erließ gegen die KPD Verbote und führte Verhaftungen durch.
Rudolf Fey, der Mitglied der KPD-Bezirksleitung in Münster war, schildert in seinem autobiographischen Buch Ein Totgesagter kehrt zurück den Fall von Werner Pieper-Streletzki, der von der CDU in Westfalen auf dem Land als Redner eingesetzt wurde. Bei seinen Auftritten verunglimpfte er mit derber Rhetorik die politischen Vorgänge in der Sowjetischen Besatzungszone (SBZ) und prahlte damit, als SED-Funktionär aus der SBZ geflohen zu sein, nachdem er dort Sabotageakte verübt hatte. Für seinen Auftritt auf einer öffentlichen Versammlung der CDU im April 1948 in Gronau (Westf.) verabredete die KPD-Bezirksleitung, dass Julius Pätsch das Wort ergreifen sollte, um ihn zu entlarven. Pieper-Streletzki war in Wirklichkeit ein ehemaliger SS-Unterführer, der in amerikanischer Kriegsgefangenschaft als CIA-Agent ausgebildet und mit gefälschten Papieren, die ihn als KZ-Häftling auswiesen, in der SBZ eingesetzt worden war. Dort wurde er mithilfe dieser Papiere Bürgermeister von Ribnitz in Mecklenburg und Dritter Sekretär der SED-Kreisleitung Rostock-Land. Gemeinsam mit Komplizen zerstörte er Maschinen, vergiftete Tiere und machte Getreide unbrauchbar.

„Julius Pätsch war ein außerordentlich gebildeter Genosse mit gewählter Redeweise, etwas professoral und distinguiert wirkend, der durch überzeugende Argumente die Zuhörer in seinen Bann zu schlagen vermochte. Er hatte etwa zehn Minuten gesprochen, als Militärpolizei mit der Gronauer Ortspolizei im Saal erschien, die Versammlung als widerrechtlich schloss und Julius Pätsch auf der Stelle verhaftete. Kriminalwachtmeister Möller, einst Unterbannführer der HJ, führte die Verhaftung durch. […] Als Gertrud Kettler-Robben in englischer Sprache gegen die Verhaftung Protest erhob, wurde sie gleich mit abgeführt.“

Pätsch und Fey kamen vor ein britisches Militärgericht. Der Richter habe „eine nicht zu unterdrückende Abneigung [gezeigt], daß ihm zugemutet worden war, für diesen Verbrecher (Pieper-Streletzki) ein Anklageverfahren gegen Antifaschisten durchzuführen. Das wurde auch offenkundig, als er Julius Pätsch und mich besonders höflich nach unserer antifaschistischen Einstellung und unserem Widerstand gegen das Naziregime befragte“ (Rudolf Fey).
Beide wurden zu einer Geldstrafe verurteilt. Zu dem Zeitpunkt, als die Strafe entrichtet werden sollte, hatte Julius Pätsch zusammen mit Gertrud Pätsch, ihrer Familie und Ferdinand Hestermann die britische Besatzungszone in Richtung SBZ verlassen.

## Familie
Julius Pätsch war seit 1948 mit Gertrud Pätsch verheiratet und damit Stiefvater des Historikers Martin Robbe.

## Auszeichnungen
- Medaille 30. Jahrestag der Gründung der DDR
- Ehrennadel der Sozialistischen Einheitspartei Deutschlands / Ehrennadel für 50-jährige Mitgliedschaft in Arbeiterparteien

## Zeitungsartikel (Auswahl)
- Der Sprechchor als Ausgestaltungsmittel unserer Jugendfeste. In: Mitteilungsblatt der SAJ-Bewegung im westlichen Westfalen, 1. Jg., Nr. 8, 1/9/1926.
- Die Lage der Studenten in Westdeutschland und in der Deutschen Demokratischen Republik. In: Universitäts-Zeitung Jena, 1. Oktober 1950. Digitalisat